# Награда „Владан Десница”
Награда „Владан Десница” за најбољи роман установљена је и додељује се од 2022. године. Нагрaду додељује Народна библиотека Србије у част писца Владана Деснице, а добија је писац који је у претходној календарској години први пут објавио роман на српском језику.

## О награди
Награду додељује жири који именује управник Народне библиотеке Србије (у даљем тексту НБС). У жирију се налази девет чланова који се бирају из редова најистакнутијих писаца из Србије. Осим жирија управник НБС именује и комисију задужену за прикупљање предлога  и бројање гласова којој сваки члан жирија предлаже седам романа. За једну календарску годину добитник награде може бити само једно лице, односно награда се не може делити. Уз награду додељује се и новчани износ чију висину одговарајућом одлуком утврђује управник НБС. Занимљиво је да је ово једина књижевна награда у Србији коју писци додељују писцима. Новчани износ награде за 2022. годину је 12.000 евра. Награда ће бити додељена на први дан лета и Светски дан музике, 21. јуна 2022. године на локалитету некадашње зграде НБС на Косанчићевом венцу.

## Добитници
| Година | Добитник/ца                            | Жири |
| ------ | -------------------------------------- | --- |
| 2021.  | Дејан Алексић за роман Петља           | Душан Ковачевић (председник жирија), Владан Матијевић, Владимир Табашевић, Љубица Арсић, Милисав Савић, Мирјана Митровић, Енес Халиловић, Вуле Журић и Дејан Стојиљковић |
| 2022.  | Горан Петровић за роман Иконостас      | Душан Ковачевић (председник жирија), Владан Матијевић, Владимир Табашевић, Љубица Арсић, Милисав Савић, Мирјана Митровић, Енес Халиловић, Вуле Журић и Дејан Стојиљковић |
| 2023.  | Стево Грабовац за роман Послије забаве | Душан Ковачевић (председник жирија), Милисав Савић, Љубица Арсић, Мирјана Митровић, Вуле Журић, Енес Халиловић, Ђорђе Писарев, Горан Гоцић и Мирко Демић                 |